# 大関増勤
大関 増勤（おおぜき ますとし）は、江戸時代末期の大名。下野国黒羽藩16代（最後）の藩主。明治維新後は子爵。

## 来歴
嘉永2年（1849年）1月5日、丹波国山家藩主・谷衛滋の庶子として生まれる。常陸府中藩主・松平頼説の三男・松平頼功（衛滋の実兄）の三男とする説もある。慶応3年（1867年）12月の黒羽藩15代藩主・大関増裕の死去により、慶応4年（1868年）3月5日に養子として家督を相続する。
戊辰戦争では新政府に恭順した。11月21日に従五位下・美作守に叙位任官する。明治2年（1869年）6月2日、新政府より永世賞典禄として1万5000石を与えられる。6月22日には版籍奉還により黒羽藩知事に任じられ、明治4年（1871年）7月14日の廃藩置県で知藩事を免職され、8月15日に東京へ移った。
明治5年（1872年）2月にアメリカへ留学し、明治6年（1873年）に帰国。明治7年（1874年）に大講義に任じられた。
明治17年（1884年）7月8日、子爵を叙爵。明治18年（1885年）7月12日に勲四等、明治20年（1887年）12月26日に正五位、明治25年（1892年）に従四位、明治30年（1897年）7月22日に正四位、明治36年（1903年）6月30日に従三位、明治38年（1905年）8月8日に正三位・勲三等に叙され、瑞宝章を授与される。
8月9日に東京帝国大学病院で死去した。享年57。

## 家族
父母
- 谷衛滋あるいは松平頼功（実父）
- 大関増裕（養父）

妻
- 鍋島敏子 ー 鍋島直与の娘（前妻）
- 生駒年子 ー 生駒親敬の長女（後妻）

側室
- サダ
- ウメ
- 寿子
- 燐子
- 敏子
- 長田タメ
- 堀江マサ

子女
- 大関増輝（長男）
- 大関増子（長女） ー 男爵平野長祥夫人（後妻）
- 西禎蔵夫人
- 大関増輝
- 大関栄子 ー 三浦英太郎夫人
- 大関春雄
- 大関鉱子 ー 三浦正太郎夫人
- 大関鋠子 ー 渡辺鹿児麿夫人
- 大関千代子 ー 城間恒夫人
- 大関鉎子 ー 岡野健三夫人

## 栄典
- 1905年（明治38年）8月8日 - 正三位・勲三等瑞宝章[3]